# Invertieradapter

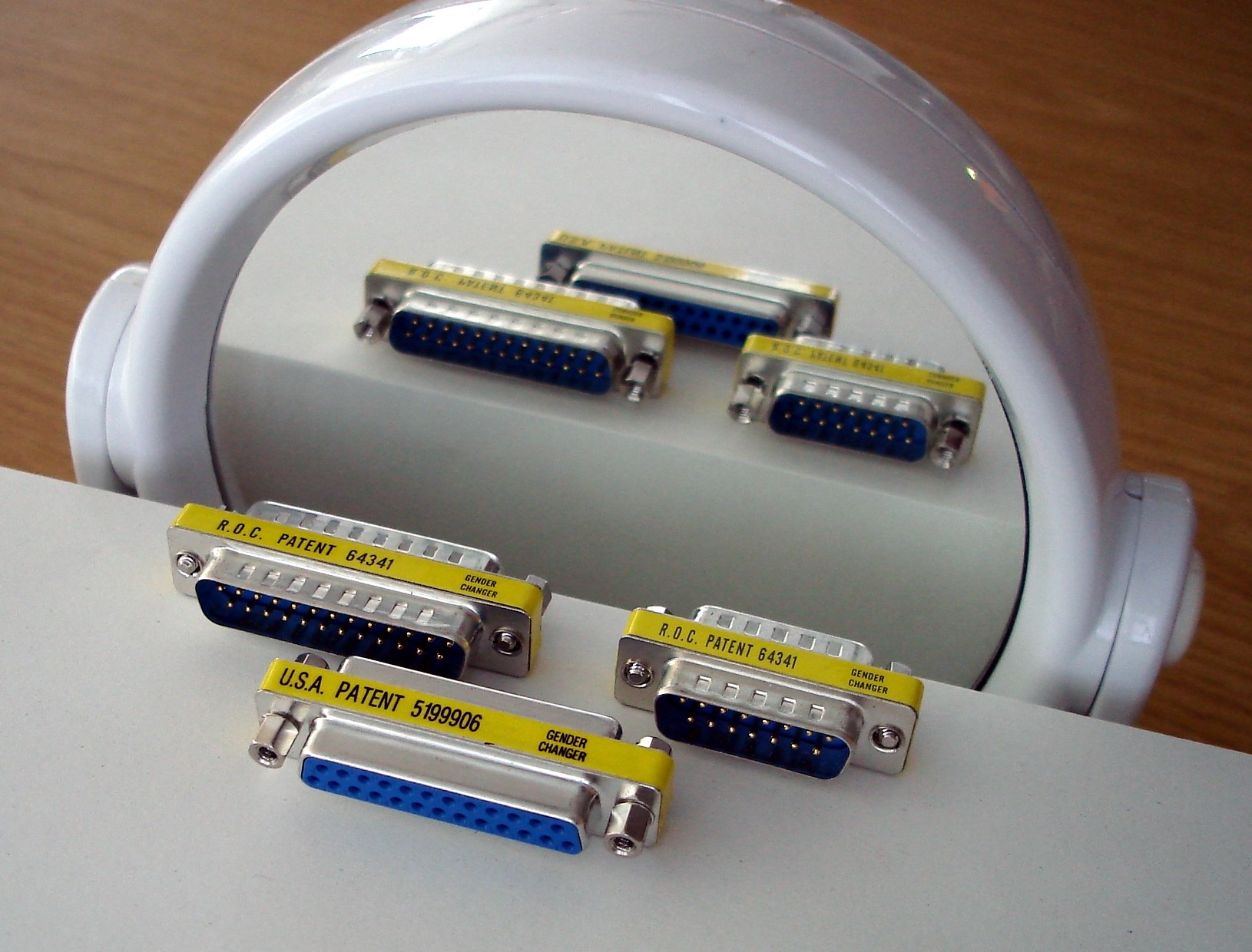
Invertieradapter für D-Sub-Verbinder

Ein Invertieradapter (englischer Fachbegriff gender changer) verbindet zwei Kabel miteinander, die gleiche Steckverbinder haben. Er wird benutzt, da Buchse auf Buchse und Stecker auf Stecker sich nicht verbinden lassen, und besteht aus einer 1-zu-1-Verkabelung der Anschlüsse (Pin 1 auf der Gegenseite verbunden mit Pin 1, Pin 2 mit Pin 2 usw.). Da gleiche Nummern miteinander verbunden sind, können die Stifte bzw. Buchsen nicht einfach gerade durchverbunden sein, sondern im inneren Aufbau findet ein Seitenwechsel statt.
Nullmodemkabel und -adapter tragen zwar ebenfalls beidseitig weibliches Geschlecht, haben jedoch den Senden-Pin auf der Gegenseite mit dem Empfangen-Pin verbunden und umgekehrt. RX und TX sind also gekreuzt. 
Auch im deutschen Sprachgebrauch wird statt Invertieradapter meist der englische Begriff gender changer (Geschlechtsumwandler) genutzt. Er leitet sich vom „männlichen“ Stecker (englisch male plug) und „weiblicher“ Buchse (englisch female plug) ab: Mit Hilfe des gender changer kann man also einen weiblichen Steckverbinder in einen männlichen umwandeln und umgekehrt.